# Svilengrad
Svilengrad (búlgaro:Свиленград) é uma cidade da Bulgária, localizada no distrito de Haskovo. A sua população era de 18,132 habitantes segundo o censo de 2010.

## População
| Svilengrad | Svilengrad | Svilengrad | Svilengrad | Svilengrad | Svilengrad | Svilengrad | Svilengrad | Svilengrad | Svilengrad | Svilengrad | Svilengrad | Svilengrad | Svilengrad | Svilengrad | Svilengrad | Svilengrad | Svilengrad | Svilengrad | Svilengrad |
| --- | ---------- | ---------- | ---------- | ---------- | ---------- | ---------- | ---------- | ---------- | ---------- | ---------- | ---------- | ---------- | ---------- | ---------- | ---------- | ---------- | ---------- | ---------- | ---------- |
| Ano | 1887       | 1910       | 1934       | 1946       | 1956       | 1965       | 1975       | 1985       | 1992       | 2001       | 2002       | 2003       | 2004       | 2005       | 2006       | 2007       | 2008       | 2009       | 2010       |
| População |            |            |            | 9,686      | 10,966     | 12,456     | 15,169     | 17,461     | 18,643     | 19,036     | 18,982     | 19,011     | 18,890     | 18,818     | 18,700     | 18,612     | 18,445     | 18,307     | 18,132     |
| Fontes: Instituto Nacional de Estatísticas, „citypopulation.de“, „pop-stat.mashke.org“, Bulgarian Academy of Sciences |            |            |            |            |            |            |            |            |            |            |            |            |            |            |            |            |            |            |            |